# Filip Neruda
Filip Neruda (* asi 2006) je český influencer, syn europoslankyně Danuše Nerudové.
Narodil se kolem roku 2006 profesorce a pozdější europoslankyni Danuši Nerudové a právníkovi Robertu Nerudovi. Před prezidentskými volbami v roce 2023 se jako dobrovolník angažoval v politické kampani Danuše Nerudové. V souvislosti s touto předvolební kampaní se stal influencerem (populární byl zejména na sociálních sítích Instagram a TikTok) a krátce poté uvedl, že se v budoucnosti sám chce zapojit do politického dění. Během následujících let se aktivně zapojil do komentování politiky na sociálních sítích.
Ve školním roce 2023/2024 propadl z jednoho z předmětů na gymnáziu, neuspěl u reparátu a opakoval tak třetí ročník střední školy. V létě 2025 informaci do veřejného povědomí rozšířila politická aktivistka Petra Rédová, která Nerudu kritizovala za komentování politického dění bez toho, aniž by složil maturitní zkoušku. Na stranu Nerudy se však postavili například režisér Jan Hřebejk nebo herec Miroslav Etzler. Rédovou pak kritizovala také Danuše Nerudová.
V září 2024 se Neruda postavil proti zákazu používání mobilních telefonů na gymnáziích a středních školách dospělým studentům, když za tento krok kritizoval starostu Vsetína Jiřího Čunka. V říjnu 2024 Jiřího Čunka kritizoval v souvislosti s jeho kandidaturou na funkci předsedy KDU-ČSL. Na sociálních sítích dále dlouhodobě kritizuje předsedu hnutí ANO Andreje Babiše, předsedkyni KSČM Kateřinu Konečnou, předsedkyni SOCDEM Janu Maláčovou nebo europoslance Filipa Turka. V roce 2025 přednášel na vysoké škole NEWTON University.